# Highway 61 Revisited
| 전문가 평가                   | 전문가 평가 |
| 평가 점수                     | 평가 점수   |
| 출처                          | 점수        |
| ----------------------------- | ----------- |
| AllMusic                      | [ 2 ]       |
| Chicago Tribune               | [ 3 ]       |
| Encyclopedia of Popular Music | [ 4 ]       |
| Entertainment Weekly          | A+          |
| The Great Rock Discography    | 10/10       |
| Music Story                   | [ 6 ]       |
| MusicHound Rock               | 5/5         |
| The Rolling Stone Album Guide | [ 8 ]       |
| Sputnikmusic                  | 5/5         |
| Tom Hull                      | A           |

《Highway 61 Revisited》는 1965년 8월 30일, 컬럼비아 레코드가 발표한 미국의 싱어송라이터 밥 딜런의 여섯 번째 스튜디오 음반이다. 그때까지 주로 어쿠스틱 음악을 녹음한 딜런은 11분짜리 발라드 〈Desolation Row〉를 제외한 모든 음반 트랙에서 록 음악가들을 후원 밴드로 사용했다. 비평가들은 딜런이 현대 미국의 정치 문화적 혼란을 포착한 노래를 만들기 위해 강력한 블루스 기반의 음악과 시의 미묘한 차이를 결합한 혁신적인 방법에 초점을 맞추었다. 작가 마이클 그레이는 중요한 의미에서 1960년대가 이 음반으로 "시작"했다고 주장했다.
히트 싱글 〈Like a Rolling Stone〉을 선두로 한 이 음반에는 딜런이 〈Ballad of a Thin Man〉과 타이틀 곡을 포함한 그의 오랜 경력 동안 라이브로 계속된 곡들이 수록되어 있다. 그는 자신의 출생지인 미네소타주 덜루스와 세인트루이스, 멤피스, 뉴올리언스, 미시시피주의 델타 블루스 지역을 포함한 음악적 유산으로 유명한 남부 도시들을 연결하는 주요 미국 고속도로의 이름을 따서 이 음반의 이름을 지었다.
《Highway 61 Revisited》는 미국 차트에서 3위, 영국에서는 4위를 정점으로 했다. 이 음반은 《롤링 스톤》이 발표한 "역사상 가장 위대한 음반 500장"에서 4위에 올랐다. 〈Like a Rolling Stone〉은 여러 나라에서 톱 10 히트곡으로, 롤링 스톤 역사상 가장 위대한 노래 500곡 중 1위에 이름을 올렸다. 다른 두 곡인 〈Desolation Row〉와 〈Highway 61 Revisited〉는 각각 187위와 373위에 올랐다.

## 배경
1965년 5월, 딜런은 영국 투어를 마치고 돌아와 자신의 소재에 대해 지치고 불만을 느꼈다. 그는 저널리스트 냇 헨토프에게 "노래를 그만두려고 했어요. 너무 지쳤어요."라고 말하며 "다른 사람들이 자신을 파헤치지 않으면 얼마나 파는지 말하는 것은 매우 피곤한 일입니다"라고 덧붙였다.
불만의 결과로 딜런은 나중에 "긴 구토물 조각"이라고 묘사한 20페이지 분량의 구절을 썼다. 그는 이를 4절과 후렴구 〈Like a Rolling Stone〉으로 구성된 노래로 줄였다. 그는 헨토프에게 노래를 쓰고 녹음하면 불만이 사라지고 음악 창작에 대한 열정이 회복되었다고 말했다. 거의 40년이 지난 2004년 로버트 힐번에게 이 경험을 설명하면서 딜런은 "유령이 그런 노래를 쓰는 것 같았고, 나를 골라 노래를 작곡한 것 외에는 무슨 뜻인지 모른다"고 말했다.
《Highway 61 Revisited》는 미드타운맨해튼의 7번가에 위치한 컬럼비아 스튜디오 A에서 진행된 두 블록의 녹음 세션에서 녹음되었다. 첫 번째 블록인 6월 15일과 16일은 톰 윌슨이 프로듀싱했으며 싱글 〈Like a Rolling Stone〉을 발표했다. 7월 25일, 딜런은 뉴포트 포크 페스티벌에서 논란이 된 전기 세트장을 공연했고, 일부 관중은 그의 공연에 야유를 보냈다. 뉴포트가 끝난 지 나흘 후 딜런은 녹음 스튜디오로 돌아왔다. 7월 29일부터 8월 4일까지 딜런과 그의 밴드는 《Highway 61 Revisited》 녹음을 마쳤으나 새로운 프로듀서인 밥 존스턴의 감독 아래 녹음을 완료했다.

## 곡 목록
모든 곡들은 밥 딜런에 의해 작사/작곡하였다.
| #  | 제목                                                 | 재생 시간 |
| -- | ---------------------------------------------------- | --------- |
| 1. | 〈Like a Rolling Stone〉                             | 6:13      |
| 2. | 〈Tombstone Blues〉                                  | 5:56      |
| 3. | 〈It Takes a Lot to Laugh, It Takes a Train to Cry〉 | 4:09      |
| 4. | 〈From a Buick 6〉                                   | 3:19      |
| 5. | 〈Ballad of a Thin Man〉                             | 5:58      |

| #  | 제목                            | 재생 시간 |
| -- | ------------------------------- | --------- |
| 1. | 〈Queen Jane Approximately〉    | 5:31      |
| 2. | 〈Highway 61 Revisited〉        | 3:30      |
| 3. | 〈Just Like Tom Thumb's Blues〉 | 5:32      |
| 4. | 〈Desolation Row〉              | 11:21     |

## 인증
| 국가                                                            | 인증     | 판매량/출하량 |
| --------------------------------------------------------------- | -------- | ------------- |
| 캐나다 (뮤직 캐나다)                                            | 골드     | 50,000^       |
| 영국 (BPI)                                                      | 골드     | 100,000^      |
| 영국 (BPI)                                                      | 플래티넘 | 300,000       |
| 미국 (RIAA)                                                     | 플래티넘 | 1,000,000^    |
| ^출하량을 기반으로 한 인증 · 판매량+스트리밍을 기반으로 한 인증 |          |               |